# Herb Wilamowic
Herb Wilamowic – jeden z symboli miasta Wilamowice i gminy Wilamowice w postaci herbu.

## Wygląd i symbolika
Herb przedstawia na błękitnej tarczy złoty trójkąt z okiem Bożej Opatrzności w złotej chwale.
Herb nawiązuje do wezwania kościoła parafialnego w Wilamowicach, który po odbudowie w 1661 r. otrzymał wezwanie Trójcy Świętej.